# Бијела пчела
Бијела пчела је једини дечји лист на хрватском културном простору штампан на српском језику, ћириличним и латиничним писмом. Његови едукативно-информативни и забавни садржаји усмерени су на развијање духа толеранције, мира и поштовања различитости културних традиција.

## Историја
Ове новине објављују се у издању Српског културног друштва Просвјета једном месечно од 1994. године, намењене су деци српске националности. Циљ листа је очување српског језика и писма. Лист је доступан на подручју целе Хрватске, а део се дистрибуира у Србију, Македонију, али и у Француску. Бијела пчела је бесплатна.
Извршна уредница Бијеле пчеле је Љерка Радојчић. Деведесетих година 20. века, бивша новинарка и уредница Радио Ријеке Татјана Олујић Мусић покренула је лист.
Бијела пчела добила је Награду Града Ријеке 2005. године, Награду Симо Цуцић 2011. године, Змајеву награду 2012. и Повељу СКД-а за образовање 2014. године. Неки од значајних људи који су заслужни за опстанак овог часописа су Љерка Радојчић, Ђура Будисављевић, Иво Мусић, Драгиша Лаптошевић, Јован Савичин Прица, Душанка Старчевић, Вукоман Радосављевић, Ратко Релић.
У листу се налазе илустрације познатог карикатуристе и филмског редитеља Боривоја Довниковића и београдског илустратора Здравка Зупана, стрипови Азбука београдског професора на Академији примењених уметности Здравка Мићановића, приче београдског сликара Милутина Дедића, разгледнице Милене Дражић, квизови београдског писца Уроша Петровића, избор уметничких и књижевних дела, обичаји, мозгалице, чланци, репортаже о деци и активностима из Хрватске и региона.
Заменик градоначелника Ријеке Никола Иваниш поздравља штампање овог часописа.

## Назив
Јован Савичин Прица даје листу име. Он објашњава да бела пчела представља човека оба пола, као пети и последњи потомак. Чукунунук - пети потомак. Бела пчела је неугасива искра живота која са светлошћу повезује прошлост, садашњост и будућност.